# Julio Tamussin
Julio Tamussin (ur. 29 kwietnia 1943 w Forni Avoltri, zm. 18 sierpnia 2016 w Bari) – włoski zapaśnik walczący w stylu klasycznym. Olimpijczyk z Monachium 1972, gdzie odpadł w eliminacjach w kategorii do 100 kg.
Zajął szóste miejsce na mistrzostwach Europy w 1972 roku.